# رحيم أباد (جلغة بهاباد)
رحيم أباد (بالفارسية: رحیم‌آباد) هي قرية تقع في إيران في قسم جلغة الريفي. يقدر عدد سكانها بـ 106 نسمة .